# Lajes das Flores
Lajes das Flores ('laʒɨʃ dɐʃ 'floɾɨʃ) è un comune portoghese di 1 503 abitanti (2011) situato nella regione autonoma delle Azzorre.

## Società

### Evoluzione demografica
| Popolazione di Lajes das Flores (1849 – 2004) | Popolazione di Lajes das Flores (1849 – 2004) | Popolazione di Lajes das Flores (1849 – 2004) | Popolazione di Lajes das Flores (1849 – 2004) | Popolazione di Lajes das Flores (1849 – 2004) | Popolazione di Lajes das Flores (1849 – 2004) | Popolazione di Lajes das Flores (1849 – 2004) | Popolazione di Lajes das Flores (1849 – 2004) | Popolazione di Lajes das Flores (1849 – 2004) |
| --------------------------------------------- | --------------------------------------------- | --------------------------------------------- | --------------------------------------------- | --------------------------------------------- | --------------------------------------------- | --------------------------------------------- | --------------------------------------------- | --------------------------------------------- |
| 1849                                          | 1900                                          | 1930                                          | 1960                                          | 1981                                          | 1991                                          | 2001                                          | 2004                                          | 2011                                          |
| 5982                                          | 4498                                          | 3508                                          | 3376                                          | 1896                                          | 1701                                          | 1502                                          | 1491                                          | 1503                                          |

## Freguesias
- Fajã Grande
- Fajãzinha
- Fazenda
- Lajedo
- Lajes das Flores
- Lomba
- Mosteiro